# Lincoln MKS
La MKS è un'autovettura full-size di lusso prodotta dalla Lincoln dal 2009 al 2016 solo in versione berlina quattro porte.

## Storia
La MKS è apparsa per la prima volta sotto forma di concept car al salone dell'automobile di Detroit nel gennaio del 2006. Questa concept car era a trazione integrale ed aveva installato un motore V8 Volvo da 4,4 L di cilindrata che erogava 315 CV di potenza. La MKS è entrata poi in produzione nel maggio del 2008 per il model year 2009. La presentazione al pubblico della vettura prodotta in serie è invece datata 2007 ed avvenne al salone dell'automobile di Los Angeles.
Il modello ha seguito la tendenza della Lincoln a nominare i propri modelli con delle sigle formate da tre lettere. La MKS, infatti, è stata preceduta dalla MKZ e dalla MKX. Questa strategia è stata dettata dall'esigenza di fornire i propri modelli un nome simile a quello delle Cadillac ed a quello delle vetture tedesche contemporanee. La MKS può ospitare fino a cinque passeggeri ed è assemblata esclusivamente nello stabilimento Ford di Chicago.
La MKS è basata sul pianale D3 della Ford, che condivide con la Ford Taurus e con altri modelli. La MKS è a trazione anteriore, anche se tra le opzioni è offerta la trazione integrale. La MKS ha installato un motore V6 Duratec bialbero da 3,7 L di cilindrata e 274 CV di potenza a cui è accoppiato un cambio automatico a sei rapporti. Tra le opzioni, è possibile avere un motore V6 turbocompresso EcoBoost da 3,5 L e 335 CV avente un impianto d’alimentazione ad iniezione diretta.
Alla fine del 2011 è stata presentata al salone dell'automobile di Los Angeles la versione aggiornata della MKS. In occasione di questo facelift, sono stati applicati diversi cambiamenti estetici.